# Август Вільгельм фон Гофман
А́вгуст Вільге́льм фон Го́фман(н) (нім. August Wilhelm von Hofmann; 8 квітня 1818, Гіссен — 5 травня 1892) — німецький хімік-органік, дослідник анілінових барвників.

## Біографія

### Початок кар'єри
Вільгельм Гофманн народився у Гіссені, в родині придворного архітектора. У 1836 році він почав вивчати правознавство у Гіссенському університеті, але, відвідавши з друзями лекції Юстуса фон Лібіха, вирішив займатися хімією.
За рекомендацією Лібіха Гофманн почав досліджувати продукти перегонки кам'яновугільної смоли, котра була в той час об'єктом особливої уваги з боку хіміків у зв'язку з ростом будівництва в Німеччині газових заводів, але вважалася побічним відходами виробництва і часто скидалася просто у водойми. В ході досліджень Гофман порівнював результати робіт інших хіміків і з'ясував, що «кіанол», отриманий Рунге, «кристаллін» Унфердорбена, «анілін» Фріцше і «бензидам» Зініна — це одна й та сама сполука. За проведені дослідження в 1841 році він отримав науковий ступінь доктора філософії, а їхні результати були опубліковані в 1843 у статті під назвою «Хімічні дослідження органічних основ кам'яновугільної смоли». Вона стала фундаментом у розробці шляху отримання бензену з кам'яновугільної смоли, котрий пізніше був успішно впроваджений на практиці учнем Гофмана Менсфілдом.
Визнання у наукових колах Гофман отримав за два роки, після публікації «Перетворення індиго, отримання органічних основ, що містять хлор і бром», яка мала значний вплив на тогочасні уявлення про будову органічних сполук і свідчила на користь теорії заміщення, запропонованої Жаном-Батистом Дюма. Про важливість його роботи свідчить отримана ним золота медаль від Паризького фармацевтичного товариства. Стрімке підвищення у статусі посприяло в одруженні на Гелені Мольденгауер — племінниці дружини Лібіха.

### Лондонський період

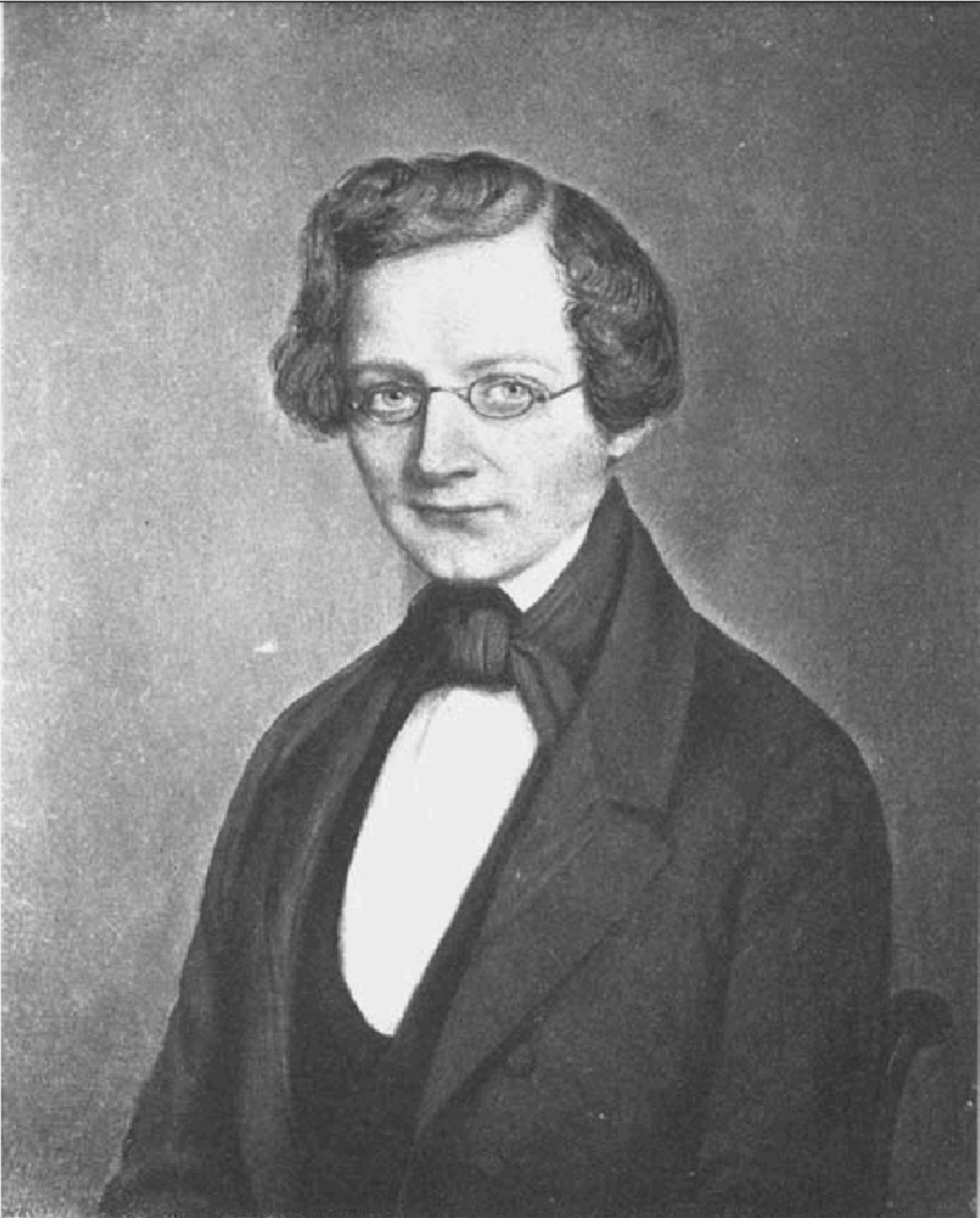
Гофманн у 1846 році

У 1845 році Гофманн отримав місце приват-доцента у Боннському університеті. Цьому посприяли його прагнення облаштувати навчальні лабораторії за методом Лібіха — де студенти могли би самостійно працювати над хімічними задачами. Але невдовзі його запрошують до Лондона, аби створити лабораторії у Королівському хімічному коледжі. Загалом у Великій Британії він затримався на 20 років. За цей час він підготував чималу кількість відатних хіміків. До Гофманна приїздили отримувати освіту навіть студенти з його рідної Німеччини, серед яких були Карл Марціус, Йоганн Грісс, Якоб Фольгард. Його учнями стали також майбутні промисловці Фредерік Абель і Вільям Перкін.
Його дружина Гелена помирає у 1852 році і в 1856 він вдруге вступає у шлюб — із Розамунд Вілсон (вона помирає за 4 роки).
Протягом першого десятиліття свого перебування в Лондоні Гофманн займався здебільшого викладацькою діяльністю. Пізніше він повернувся до вивчення кам'яновугільної смоли. В ході досліджень його учень Вільям Перкін синтезував перший синтетичний барвник — мовеїн.
У 1860 році, майже одночасно з французьком хіміком Вергеном, Гофман відкрив фуксин. Окрім того, він отримав важливі експериментальні дані щодо синтезу барвників на кшталт аналінового червоного та анілінового блакитного. Один з продуктів синтезу — фіолетовий Гофмана — був продемонстрований на Всесвітній виставці 1862 року і привернув увагу промисловців до анілінових барвників. Завдяки набутому авторитету у 1861 році Гофман посів крісло президента Лондонського хімічного товариства.

### Повернення у Берлін
В 1865 році він досягнув згоди з урядом Пруссії і переїхав з Лондона. Його вимогою до переїзду було будівництво наукового інституту в Берліні, який він отримав у своє розпорядження в 1869 році. За рік після повернення він одружується на Елізі Мольденгауер — двоюрідний сестрі Гелени.
В 1867 році його запросили взяти участь у підготовці розробок до всесвітньої виставки у Парижі, з чим він цілковито впорався і виборов гран-прі та нагороду в розмірі 100 тис. франків. Того ж року спільно з Беєром, Марціусом, Шерінгом та іншим зацікавленими хіміками Гофман заснував Німецьке хімічне товариство (нім. Deutsche Chemische Gesellschaft), де його було обрано президентом. За час президіювання Гофмана інститутом було видано близько 900 публікацій, з яких 150 належали саме йому.

## Наукова діяльність
Гофман просував теорію спорідненості сполук за їхньою будовою. Він показав, що етиламін, діетиламін та анілін подібні до аміаку — на основі цих сполук ним був введений термін «аміачний тип». Він досліджував сполуки Фосфору, Арсену і Стибію, які мали проявляти схожі властивості і підтвердити його припущення. Спільно з Огюстом Кауром синтезував у 1855 році тріетилфосфін, а пізніше — аліловий спирт і продукт його окиснення — акролеїн. Він розробив метод синтезу формальдегіду шляхом окиснення метанолу повітрям на каталізаторі (платиновій спіралі).
У 1868 році Гофманн відкрив реакцію перетворення первинних амінів в ізонітрили. Інша відкрита Гофманном і названа його ім'ям реакція — перегрупування амідів кислот в аміни (перегрупування Гофмана, 1881) — мала широке промислове використання з 1897 року при отриманні антранілової кислоти для синтезу індиго.
Окрім репутації видатного дослідника, Гофман також прославився своїм викладанням. Для проведення лекцій він розробляв численні досліди, конструював нові апарати. Зокрема, апарат для розкладання води — апарат Гофмана — застосовується і донині.